# 1948年のラジオ (日本)
1948年のラジオ (日本)では、1948年の日本のラジオ番組、その他ラジオ界の動向について記す。

## 主なその他ラジオ関連の出来事
- 11月11日 - NHKが長野でラジオ第2放送を開始。
- 12月1日 - NHKが山形、福井、京都、高知でラジオ第2放送を開始。
- 12月31日 - NHKが鹿児島でラジオ第2放送を開始。

## 開始番組

### 1948年1月放送開始
NHKラジオ第1放送
- 5日 - インフォメーション・アワー[1]
- 6日 - ラジオ告知板[1]

### 1948年2月放送開始
NHKラジオ第1放送
- 14日 - アメリカ便り[1]

### 1948年4月放送開始
NHKラジオ第1放送
- 1日 - 早起き鳥[1]
- 25日 - 声くらべ腕くらべこども音楽会[1]

NHKラジオ第2放送
- 8日 - ニュース解説
- 2日 - 文化講座[1]

### 1948年9月放送開始
NHKラジオ第1放送
- 13日
  - メロディーにのせて
  - 家庭の音楽

NHKラジオ第2放送
- 12日 - やさしい科学

## 終了番組
NHKラジオ第1放送
- 終了日不明 - 希望音楽会